# Necati Arabaci
Coskun Necati (Neco oder Nero) Arabaci (* 14. Februar 1972 in Köln) ist ein deutsch-türkischer Geschäftsmann, Schwerstkrimineller und Funktionär der Hells Angels.

## Leben
Arabaci, dessen Eltern ursprünglich aus der türkischen Provinz Konya stammen, gewann in den 1990er Jahren über Türsteher, die ihm in Strukturen der Hells Angels unterstanden, Einfluss auf das Rotlichtmilieu in Köln. Daraus erzielte er beträchtliche Einnahmen. Er beteiligte sich an Bordellen, unter anderem am Bordell Babylon in Elsdorf nahe Köln und Wiago in Leverkusen, ferner an Bordellen auf Mallorca.
Als Obsthändler getarnt kontrollierte Arabaci seit 1999 die mächtigste Gruppe der Zuhälter im Kölner Rotlichtmilieu. Über Strohmänner kassierte er in Bordellen ab. Sein Einfluss reichte bis nach Frankfurt am Main und in das Ruhrgebiet. 2002 wurde er von einem Einsatzkommando der Polizei unter Leitung des gegen ihn ermittelnden Oberstaatsanwalts Jürgen Botzem verhaftet. In dem folgenden Gerichtsverfahren wurde Arabaci am 30. September 2004 wegen Rädelsführerschaft einer kriminellen Vereinigung, räuberischer Erpressung, Zuhälterei und schweren Menschenhandels zu neun Jahren Haft verurteilt.
Die Haftstrafe trat er in der JVA Bochum an. Hier wurden Gespräche Arabacis belauscht. 2003 soll er einen Auftragsmörder beauftragt haben, den verantwortlichen Staatsanwalt zu ermorden. Daher stellte die Staatsanwaltschaft Köln einen Antrag auf nachträgliche Sicherungsverwahrung, den sie mangels beweiskräftiger Tatsachen 2006 wieder zurückzog. 2007 wurde Arabaci nach Abbüßung von einem Drittel der Haftstrafe in die Türkei abgeschoben. Dies wurde an die Bedingung geknüpft, dass er nie wieder nach Deutschland zurückkehre. Aus „Sicherheitsgründen“ zog es Oberstaatsanwalt Botzem, der im Oktober 2004 wegen psychischer Probleme dienstuntauglich geschrieben worden war, trotz Personenschutzes und baulicher Sicherheitsmaßnahmen an seinem Wohnhaus daraufhin vor, mit seiner Frau für einige Zeit ins Ausland zu gehen und dort ständig seinen Aufenthaltsort zu wechseln.
Im Jahr 2010 galt Arabaci als Präsident der „Hells Angels MC Nomads Turkey“. Ende 2013 wurde berichtet, dass sich eine etwa zehnköpfige Einheit dieser Gruppierung unter seiner Leitung in Ostwestfalen gebildet habe. Ermittler gehen nach Presseangaben davon aus, dass Arabaci von Izmir aus über die Strukturen der Hells Angels nach Deutschland hinein organisierte Kriminalität verfolgt und dabei über „mehr Macht als je zuvor“ verfügt. Im November 2013 wurde berichtet, dass Arabaci nach der Inhaftierung des Hannoverschen Bordellbetreibers und Hells-Angels-Funktionärs Frank Hanebuth als „neuer Europa-Chef der Hells Angels“ gehandelt werde. Im Dezember 2013 erschien eine Pressemeldung, wonach Arabaci mittels gefälschter Dokumente öfter nach Deutschland einreise.
Medien, die sich auf spanische Ermittler und Ermittlungsakten berufen, berichteten ab Mitte 2013 über den „Paten von Köln“, dass er über Mittelsmänner ein „Netzwerk aus Bordellen und Prostituierten auf ganz Europa ausgeweitet“ habe. Zusätzlich soll er im weltweiten Drogenhandel tätig sein und mit Heroin aus Südamerika ein Vermögen machen. Außerdem soll er versucht haben, einen größeren Geldbetrag aus Drogen- und Waffengeschäften über ausländische Banken zu waschen. Im Dezember 2013 berichtete das Nachrichtenmagazin Der Spiegel unter Berufung auf Vermutungen von Ermittlern, dass „Exil-Regent“ Necati Arabaci über die Gruppierung Hells Angels MC Nomads Turkey in einem „Bruderkrieg“ einen Überfall auf eine Krefelder Filiale der Hells Angels veranlasst habe.
Der Hells-Angels-Experte Stefan Schubert äußerte im Januar 2014 zur Ausweisung Arabacis die Einschätzung, dass sich diese Maßnahme als nachteilig erwiesen habe, weil sie die Expansion der Rocker gefördert haben könnte. Insgesamt sei die Lage – trotz der Arabaci zugeschriebenen neuen Führungsrolle – derzeit „nicht so recht klar“: Im Ruhrgebiet würden die Hells Angels zunehmend von Rockern des Satudarah MC bekriegt werden; in Frankfurt wachse eine Gegenbewegung heran, die sich von kriminellen Machenschaften abwende.
Es heißt, Necati Arabaci habe mit den United Tribuns eine Verbrüderung abgesegnet.
Seit 2015 besteht ein EU-weiter Haftbefehl gegen Arabaci.
Im Juni 2018 wurde Arabaci in der Türkei festgenommen und im September 2018 mangels Beweisen aus der Untersuchungshaft entlassen. Am 10. Juli 2020 wurde Arabaci erneut in der Türkei festgenommen und am 28. Juli 2020 aus der Untersuchungshaft entlassen.